# 長谷川泰

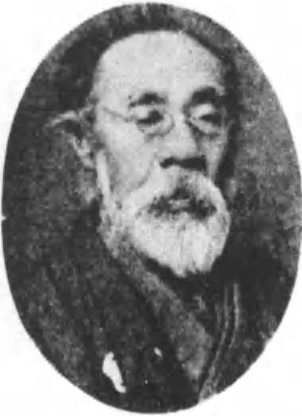
長谷川泰

長谷川 泰（はせがわ たい/やすし、天保13年6月8日（1842年7月15日） - 明治45年（1912年）3月11日）は、幕末期の越後長岡藩軍医、「濟生學舎（済生学舎）」（日本医科大学の前身、本記事内で詳述）創立者、内務省衛生局長、衆議院議員。従三位勲三等。幼名は多一、字は子寧、通称は復庵。号に蘇山・蘇門道人・柳塘・八十八峰外史・信水漁夫など。綽名は「ドクトル・ベランメー」。東京大学医科学研究所(旧内務省伝染病研究所)の創設者で、京都帝国大学創設運動の中心人物。

## 経歴
越後国古志郡福井村（現・新潟県長岡市福井町）で長岡藩医漢方医・長谷川宗斎（春）の2男1女の長男として生まれる。幼名は太一（多一）、長じて泰一郎、泰と称し、蘇山・蘇門同人・柳塘などの号を用いた。はじめ、良寛と親交のあった鈴木文台が主宰する漢学塾長善館で漢学を、鵜殿春風に英学、父宗済の下で漢方医学を弟子たちと共に学ぶ。文久2年（1862年）江戸に出て坪井為春（芳州）に英語、西洋医学を学ぶ。その後、転じて佐倉藩の佐藤泰然の順天堂に入門して長崎でポンペから外科手術学を修得して帰ってきた佐藤尚中に西洋医学を学び、特にフーフェランドの内科書 Enchiridion Medicumの巻末にある「医学必携」に感銘し、「済生救民」思想を体得する。慶応2年(1866年)松本良順の幕府西洋医学所で外科手術を修め、慶応3年（1867年）に句読師となる。慶応4年（1868年）戊辰戦争の勃発により、北越戦争で河井継之助に三人扶持で雇われ長岡藩に藩医として従軍し、河井継之助の最期を看取った。
維新後、順天堂時代の先輩相良知安の弟で同窓でもある友人相良元貞の推薦で、明治2年（1869年）大学東校少助教、明治3年（1870年）大助教、明治4年（1871年）ミュルレル、ホフマンについてドイツ医学を学ぶ。次いで明治5年(1872年)9月14日一大学区医学校の校長に就任するも同年10月8日、先輩相良知安に席を譲り校長心得となる。明治7年(1874年)8月27日長崎医学校校長に就任。征台の役に伴い長崎医学校が廃校となると辞して、学生を東京医学校に転学させた。明治8年（1875年）12月27日東京府知事から済生学舎開業願が許可され、明治9年（1876年）4月本郷元町1丁目66番地に西洋医の早期育成のための私立医学校済生学舎（後に東京医学専門学校済生学舎、日本医科大学の前身）を開校する。
一方で長谷川泰は、東京府病院長・東京癲狂院長・避病院院長・脚気病院事務長・警視庁医長など多くの役職を兼任すると同時に、本郷区議、東京市議、1890年に始まる第1回衆議院議員総選挙から衆議院議員を3期、後藤新平の後を受けて内務省衛生局長(1898年3月から1902年10月)、日本薬局方調査会長(1900年4月から1902年7月)等をも務める。
衆議院議員としては、1891年から1892年にかけて「関西にも大学を造るべし。帝国大学一校のみでは競風が失われる。」と予算委員会で提言し、政府は3年後その準備に着手し、1897年に京都帝国大学が設立される。開会式で総長の木下広次は長谷川泰の功績を讃え、2年後の医学部開設に当って猪子止戈之助病院長は予算不足を長谷川泰に訴え、長谷川泰は文部省に掛け合い、聖護院近くの2万坪を買収させ、医学部および付属病院を造らせている。また、1893年には北里柴三郎のために大日本私立衛生会付属伝染病研究所設立の演説を度々行って実現させたり、下水道法制定(1900年)などに尽力した。
1912年、大腸狭窄症（大腸癌）のため東京市本郷区本郷元町の自宅で死去。

### 長谷川泰の済生学舎廃校宣言
1903年の長谷川泰による突然の済生学舎廃校宣言の理由は、従来文部省が済生学舎を私立大学として許可しない、今後官立府県立医学校が新設されるので医学専門学校として継続して行く必要はもはやないという長谷川泰の判断と、済生学舎の建物・環境が粗末であったので医学専門学校として認められないからであると一般的には考えられている。しかし、実際は以下に述べるように山県有朋の私怨により泰が廃校宣言を決意せざるを得なかった経緯が存在している。

### 医薬分業問題と衛生局長の辞任
1901年「薬律改正問題(医薬分業論)」が起り、長谷川泰は医師数が約3万2千人、薬剤師数が2千5百人と絶対数が足りないので医薬分業は時期尚早である事を理由に反対すると、日本薬局方調査会の丹波敬三、青山胤通、入沢達吉等の委員が総辞職し、長谷川泰は時の総務長官山県有朋に責任を取らされ衛生局長職の辞表を提出させられ、衛生局長就任時の貴族院議員勅選の誓約も入沢達吉の叔父池田謙斎に奪われて精神的失望感を味わう。しかも誓約の立会人芳川顕正逓信相は山県の側近であった。
山県は、北越戊辰戦争時新政府が組織する征東軍の北陸道鎮撫総督府(会津征討越後口総督府軍)参謀で、会津への途中長岡藩に2ヵ月半に及ぶ想わぬ抵抗に遭う。その時の長岡藩家老上席軍事総督が河井継之助で、長谷川泰は河井に3人扶持で雇われた軍医であり、特に山県は松下村塾での親友時山直八をこの戦いで失っており、泰に嫌悪感を久しく持っていた。

### 医師会法案と専門学校令
長谷川泰等は「医師は医師会に加入するに非ざれば、患者を診察することを得ず、診察する者あるときは、其の業務を停止す」という内容を含む「医師会法案」を1898年に国会へ提出した。東京帝国大学医科大学の教授入沢達吉、青山胤通、森鷗外等は、エリート意識より生じた医師差別論からその案を貴族院で廃案にせしめ、更に「明治医会」を組織して「日本の医学を良くするためには医術開業試験を廃し、粗末な私立医学校を廃校にして官立の医学校を充実させるべきである」と決議(「医学教育統一論」)し、文部省と秘密裡に協議の上1903年3月26日、今後私立医学校が存続する為には文部大臣の「認可」が必要であること、官立並みの実験設備及び建物の完備を求め、「期限は翌年の3月31日までに手続きを取らなければ廃校と看做す。調査により一点でも欠点があり、不認可の命令を受けたるものは、その命令を受けた日に於いて廃校と看做す」という済生学舎を標的とした「専門学校令」(勅令第61号)を発布せしめる。その背景には、天皇の侍医であり、長州閥の山県有朋の主治医であった初代東京帝国大学綜理池田謙斎がおり、山県との50通にわたる書簡から特別な関係であった事と池田は入沢達吉の叔父にあたり、東京帝国大学赤門派閥教授入沢達吉等による藩閥政治的権力による政治活動を可能にした実力者山県有朋との橋渡し的役割を果していたことがあげられている。

### 済生学舎廃校宣言から済生学舎同窓医学講習会
長谷川泰は専門学校令に対応すべく本郷真砂町の黴毒医院跡地に2千余坪の校舎を新築する改革案を持っていたが、1年以内では実現不可能であり、苦悩の末、済生学舎廃校の決心を固め、1903年8月30日、『東京日日新聞』等に「済生学舎廃校の理由に付広告」を掲載して廃校宣言を行った。
しかし、実際には済生学舎は既に1884年東京医学専門学校として届け出て認められており、1887年には文部省令第五号による文部大臣森有礼の布達で済生学舎が官立府県立学校と同等であることが認められている。また1896年の卒業式において坪井次郎が済生学舎の顕微鏡実験室は設備完全にしてドイツの大学よりも遥かに優れていると指摘している様に、設備・環境とも整っていたのである。そして直ちに勉学の道を失った学生達の中から有志が集り、その10日後に校長は変わったが同じ教師により同じ教科書を用いて旧済生学舎の生徒へ済生学舎同窓医学講習会として授業が行われ、それが「医学研究会」、日本医学校の設立や東京医学校との合併等を経て今日の日本医科大学に至っている。
維新の元勲と云われる人の中で、凡そ山県有朋ほど、幕末の政局を根に持って執着して忘れ得なかった人はいないと云われ、その私怨から逃れられず長谷川泰は済生学舎廃校宣言を行うが、もはや医学校済生学舎は泰一人の個人的な学校ではなくなり、社会的存在であることを泰は認識出来ていなかったと云う事が指摘できる。

## 済生学舎
明治初期、外国との交流が活発になるにつれ、コレラ、赤痢、チフス等の急性伝染病が流行し、西洋医の早期育成は、近代国家出発における明治政府の使命であった。政府は、1874年太政官による医制制定、翌年2月に医術開業試験規則を制定発布し、これから新たに医術の開業を行おうとするものは正規の医学校を卒業した者を除いて医術開業試験を受験して開業免状を受けることとした。当時の日本には漢方医が2万人余りいたが伝染病には対応できず、西洋医は絶対的に不足していた。長谷川は政府の方針を受けて1876年（明治9年）4月7日に日本最古の医術開業試験予備校・済生学舎を本郷元町1丁目66番地に創設し、開業医速成を実践して明治期の国民医療を支えて行く。
済生学舎は、フーフェランドの「医戒」にある言葉「済生救民」（特に貧しい人々を病から救済すること)を実践しようとした師佐藤尚中の精神）を長谷川が受け継いで開校したもので、その教育は、ドイツの19世紀の「自由教育―学ぶ者の自由、教える者の自由」を導入し、「済生救民」の思想を建学の精神とした。長谷川泰の演説は情熱的で学生達に学問に対する使命感を充分に与えた。「済生救民」とは貧しくして、その上病気で苦しんでいる人々を救うのが医師の最も大切な道であるという意味で、長谷川泰は「患者に対し済恤(さいじゅつ)の心を持って診察して下さい」と書き残しており、自ら「貧しい人々を無料で入院させてほしい」という願書を年に120通以上東京府知事宛に書き送り、その思想を実践している。
済生学舎が開校した当初は、教員5名、医学生28名であった。医学生は寄宿生と通学生に分かれ、医術開業試験のための講義の外に、英語・ドイツ語・ラテン語と数学の講義も行われ、入学には学歴を必要とせず、いつでも入学できた。講義期間は原則6期制3年とし、医術開業試験に合格すれば直ちに卒業とされた。1882年1月には、学生数の増加に伴い校舎が手狭になり湯島4丁目8番地に移転した。後期試験に実地試験が加わり、付属蘇門病院を設立して対応した。1883年には学生数も484名と増加し、済生学舎は順調な発展を遂げ、1884年3月済生学舎は「東京医学専門学校 済生学舎」として届け出て認められており、同12月に初めて女子医学生の入学を許可し、高橋瑞子はその第1号となり、17年余りの間に130余名が女医となった。また、1896年5月30日済生学舎臨床講堂にてレントゲン博士がX線発見後7ヶ月にして、丸茂文良が日本初のX線実験・臨床講義を行うなど実践的で最先端の充実した教育を実施している。
著名な卒業生としては、野口英世（1897年卒）、吉岡弥生（1890年から1892年まで在学）、浅川範彦（1883年卒）、須藤憲三（1893年卒）、小口忠太（1891年卒。小口病の発見者で名古屋医科大学学長も務めた）、右田アサ（1893年卒。「日本初の女性眼科医」）などがいる、医学教育機関として28年間に渡り延べ9,000名以上の医師、医学者を輩出している。
特に野口英世は、経済的理由から済生学舎への入学は遅かったが、血脇守之助の援助で1897年（明治30年）4月1日から10月まで約半年間済生学舎に在籍して最短期間で卒業している。野口は済生学舎では細菌学を坪井次郎（後の京都帝国大学医科大学学長）に学び、順天堂時代には菅野徹三（済生学舎卒業生）から論文の書き方や図書館の利用法等を指導され、伝染病研究所時代には浅川範彦（済生学舎卒業生）からジフテリア血清の検査法・組織培養法等を習っている。
機関誌として全国の卒業生に学内の臨床講義や済生学舎内の情報伝達を目的とした医学雑誌「済生学舎医事新報」が山田良叔を主幹として1893年に創刊され、128号(1903年)まで刊行された。
当時唯一の男女共学の医学校であったが、明治33年（1900年）に突如、女子の新入学を禁じ、翌年には在学中の女生徒の受講も拒絶したため、45名ほどいた女生徒らは神保医院(神保院)の鈴木万次郎・篤三郎兄弟の協力で場所を確保し、済生学舎の講師らを招いて授業を続行、「女子医学研修所」を設立した。明治35年には済生学舎自体が廃校となったため、在校生は女子医学研修所の協力を得て同様に「東京医学校」を設立した。明治37年、女子医学研究所生徒の受け入れを一度は拒否したものの最終的に承諾し、明治43年には日本医学校と合併し、のちにこれが日本医学専門学校→日本医科大学へと発展した。

## 年表
- 1842年（天保13年）越後国古志郡福井村（現・新潟県長岡市福井町）で長岡藩医漢方医・長谷川宗斎（春）の2男1女の長男として生まれる。
- 1862年（文久2年）春、長谷川泰、郷里長岡を離れ、下総国佐倉の佐倉順天堂に入塾。順天堂二代目佐藤尚中に師事し、洋方医学を学ぶ。
- 1866年（慶應2年）
  - 佐藤尚中自筆の順天堂門人帳に、「第二級長谷川泰一郎」とある。
  - 長谷川泰、佐倉順天堂塾を去り、江戸薩摩藩主宰英学塾に学ぶ（25歳）。
- 1867年（慶應3年）五月、長谷川泰、英学塾を辞し、幕府直轄医学所に入門、洋方医学を学ぶ。（医学所頭取松本良順）
- 1868年（慶應4年、明治元年）
  - 長谷川泰、三人扶持の長岡藩藩医となり、北越戊辰戦争に軍医として従軍
  - 秋、明治維新、政府より、泰に出仕の依頼
  - 12月10日、長谷川泰、医学校教授スタッフのうち、試補となる。
- 1869年（明治2年）
  - 六月　長谷川泰、医学校大助教となる。ただし、1871年8月就任との説もあり。また6月以降、名前を泰一郎から泰に改称。
  - 十月　長谷川泰、石黒忠直・土岐頼徳と共同で、医学教育建白書を太政官に提出
- 1870年（明治3年）
  - 一月　長谷川泰、大学校の中助教に昇任。
  - 一月　長谷川泰、大学校の大助教となる。
  - 九月十五日　長谷川泰の父長谷川宗済死去（享年六十四歳）

## 家族
- 父・長谷川宗春（宗斎） - 長岡藩医漢方医。新潟士族。[5][6]
- 妻・りう - 愛媛松山藩士林儀行の長女[5]
- 長男・長谷川保定（1885年生） - 写真師、日本乾板監査役。[7]
- 娘・すて（1884年生） - 松田道一の妻[5]
- 娘・静（1891年生） - 松山棟庵五男・松山七五郎の妻[8]

## 親族
- 弟：長谷川順次郎 (順治郎)- 栃木県立医学校校長、茨城県立水戸医学校校長、済生学舎教師、蘇門病院の院長。フライ著,三浦省軒, 長谷川順治郎訳「普来氏組織学」など[9][10]。
- 長谷川虎三郎（長谷川家12代）
- 長谷川亀之助（長谷川家13代） - 養子。親戚の子。東京帝国大学医学部卒[11] 。妻きくは武見太郎の妹[9]。
- 長谷川博（長谷川家14代/慶應義塾大学医学部卒、国立がんセンター外科部長、茨城県がんセンター病院長）

## 栄典
- 1890年（明治23年）12月11日 - 従五位[12]
- 1900年（明治33年）12月20日 - 勲四等瑞宝章[13]
- 1906年（明治39年）12月27日 - 従四位[14]

## 関連作品
- 村松梢風『細菌の猟人』自由国民社、1957年。
  - 村松梢風『細菌の猟人』読売新聞社〈梢風名勝負物語〉、1961年、257-頁。